# Drahomán-Preis

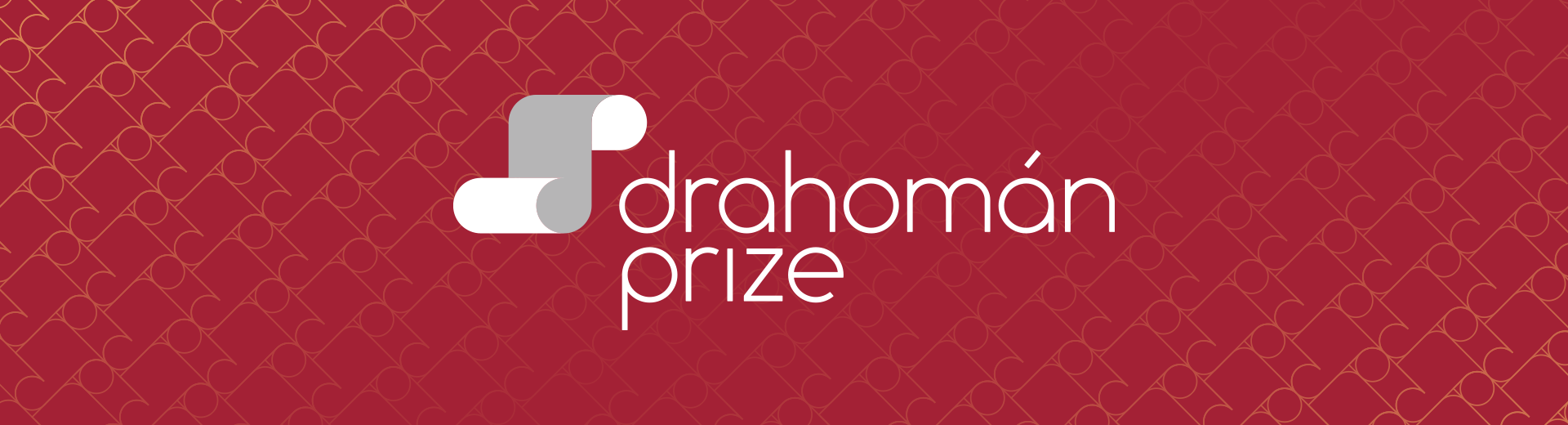
Logo Drahomán-Preis

Der Drahomán-Preis ist ein ukrainischer Preis für Übersetzungen aus dem Ukrainischen in die Sprachen der Welt, der 2020 gemeinsam vom Ukrainischen Institut, PEN Ukraine und Ukrainischem Buch-Institut gegründet wurde.

## Geschichte
In Ergänzung der Neuaufstellung der ukrainischen Kulturdiplomatie nach dem Euromaidan, insbesondere den neugestalteten erfolgreichen internationalen Buchmessen-Auftritten, den Teilnahmen an den Buchkunst-Wettbewerben, der Ausrichtung des Internationalen P.E.N.-Kongresses 2017 in Lwiw, der Gründung ukrainischer Kulturinstitute und der Übersetzungsförderung seit 2020 will der Drahomán-Preis aktiv Übersetzungen ukrainischer Literatur anregen. Den Namen „Übersetzer-Preis“ schlug der ukrainische Schriftsteller und Übersetzer Jurko Prochasko vor, nicht ohne zugleich an den ukrainischen Schriftsteller Mychajlo Drahomanow zu erinnern. Das Preisgeld beträgt 2000 Euro.

## Kriterien
Für die Nominierung neben zwei grundlegenden Wirkweisen der Kandidaten, nämlich gelungener Übersetzung und Förderung ukrainischer Literatur im Ausland insgesamt, gelten mehrere Kriterien:
- Für den Preis können unabhängig vom Land des Wohnsitzes Übersetzer nominiert werden, von denen mindestens ein übersetztes und veröffentlichtes literarisches oder dokumentarisches Werk vorliegt. Verstanden werden darunter Prosa-, Gedicht-, Theater- und Sachbücher (Essays, Berichte, Interviews, Biografien und Memoiren).
- Das Buch, mit dem der Übersetzer nominiert ist, muss innerhalb der letzten drei Jahre in einem ausländischen Verlag veröffentlicht worden sein und darf nicht den Werten und Grundsätzen der Gründungsorganisationen widersprechen.
- Vorschlagsrecht haben ausländische Kulturinstitutionen, diplomatische Vertretungen, Forschungszentren, Verlage, Kreativverbände und Mitglieder des Stiftungskapitels.

## Stiftungskapitel
Das Stiftungskapitel besteht aus neun Mitgliedern, die wechseln können. Im Jahr der Erstverleihung gehörten dem Vorstand an:
- Andrij Kurkow, Vorsitzender von PEN Ukraine
- Wolodymyr Schejko, Direktor des Ukrainischen Instituts
- Oleksandra Kowal, Direktorin des Ukrainischen Buch-Instituts
- Ola Hnatiuk, Professorin in Kiew und Warschau, Vizepräsidentin von PEN UKraine
- Ostap Slywynskyj, Dichter und Übersetzer
- Walentyna Stukalowa, Managerin für Buch- und Kulturprojekte am Kiewer Institut français
- Natalija Iwantschuk, Übersetzerin
- Jurko Prochasko, Übersetzer
- Marko-Robert Stech, Schriftsteller und Literaturwissenschaftler

## Nominierte und Preisträger

### 2020
Im ersten Wettbewerb standen drei Übersetzer auf der Shortlist, die ukrainische Gegenwartsliteratur ins Deutsche übertragen hatten, darunter Autoren wie Andrij Kurkow, Oksana Sabuschko, Serhij Schadan, Wiktorija Amelina, Stanislaw Assjejew, Kateryna Babkina, Tanja Maljartschuk, Oleh Senzow, Ostap Slywynskyj, Natalka Sniadanko, Ola Hnatiuk und Wolodymyr Wjatrowytsch:
- Claudia Dathe, nominiert für Leben von Oleg Senzow und Antenne von Serhij Zhadan
- Rita Ida Kindlerová, nominiert für Das ukrainische 20. Jahrhundert von Wolodymyr Wjatrowytsch
- Katarzyna Kotyńska, nominiert für Ein Haus für Dom von Wiktorija Amelina

Der erste Drahomán-Preis erging am Welttag des Buches 2021 an Claudia Dathe.

### 2022
Bohdan Zadura, für seine Übersetzungen von Werken Kateryna Babkinas, Wassyl Machnos und Jurij Wynnytschuks.

### 2023
Iryna Dmytrychyn in Paris